# Turbopauza
Turbopauza predstavlja granični sloj u Zemljinoj atmosferi između homosfere i heterosfere. Turbopauza se nalazi negdje između 80 do 100 km iznad Zemljine površine. Donjih 80 do 100 km Zemljine atmosfere nazivamo homosfera. U homosferi su volumni odnosi pojedinih plinova konstantni. Plinovi u homosferi su dobro izmiješani i prisutna je turbulencija ili nepravilno vrtložno gibanje. 
U heterosferi, koja se nalazi iznad homosfere, volumni odnosi atmosferskih plinova variraju, zbog fotodisocijacije uzrokovane ultraljubičastim (UV) i rendgenskim Sunčevim zračenjem. U heterosferi se djelovanjem UV zračenja događa fotodisocijacija molekularnog kisika (O2). Stoga koncentracija O2 opada visinom, a koncentracija atomskog kisika (O) raste. Već na 130 km visine, samo jedna trećina kisika nalazi se u molekularnoj formi, dok se na 500 km visine gotovo sav kisik nalazi u atomskoj formi. Molekularni dušik (N2) se teže disocira. Stoga je na 500 km visine koncentracija atomskog dušika (N) mala. 
U visokoj atmosferi sastojci zraka apsorbiraju UV zračenje te se zbog toga ioniziraju. Iznad 60 km visine u atmosferi se nalazi puno više iona nego u manjim visinama. Gustoća elektrona maksimalna je na visinama između 250-500 km, stoga se taj dio atmosfere naziva ionosfera. Ionosfera utječe na propagaciju radio valova, ali za meteorološke procese nije važna.